# Tour of Guangxi 2024
Tour of Guangxi 2024 var den femte upplagan av det kinesiska etapploppet Tour of Guangxi. Cykelloppets sex etapper kördes mellan den 15 och 20 oktober 2024 med start i Fangchenggang och målgång i Nanning. Loppet var en del av UCI World Tour 2024 och vanns av belgiske Lennert Van Eetvelt från cykelstallet Lotto Dstny.

## Deltagande lag
| WorldTeams (16)- Arkéa-B&B Hotels - Astana Qazaqstan Team - Bahrain Victorious - Cofidis - Decathlon-AG2R La Mondiale - EF Education-EasyPost - Ineos Grenadiers - Intermarché-Wanty - Lidl-Trek - Movistar Team - Red Bull-Bora-Hansgrohe - Soudal Quick-Step - Team dsm-firmenich PostNL - Team Visma \| Lease a Bike - Team Jayco AlUla - UAE Team Emirates ProTeams (2)- Israel-Premier Tech - Lotto Dstny Landslag- Kina |
| |

## Etapper
| Etapp | Datum  | Start – mål                                | type        | Distans (km) | Höjdskillnad (m) | Etappvinnare        | Totalledare         |
| ----- | ------ | ------------------------------------------ | ----------- | ------------ | ---------------- | ------------------- | ------------------- |
| 1     | 15 okt | Fangchenggang – Fangchenggang              | Flack etapp | 149,4        | 1 604 m          | Lionel Taminiaux    | Lionel Taminiaux    |
| 2     | 16 okt | Chongzuo – Jingxi                          |             | 181,5        | 2 175 m          | Warre Vangheluwe    | Max Kanter          |
| 3     | 17 okt | Jingxi – Bama                              |             | 214          | 2 563 m          | Ethan Vernon        | Ethan Vernon        |
| 4     | 18 okt | Bama – Jinchengjiang                       |             | 176,9        | 2 835 m          | Ethan Vernon        | Max Kanter          |
| 5     | 19 okt | Yizhou – Nongla Provincial Natural Reserve |             | 165,8        | 1 881 m          | Lennert Van Eetvelt | Lennert Van Eetvelt |
| 6     | 20 okt | Nanning – Nanning                          |             | 134,3        | 1 673 m          | Matevž Govekar      | Lennert Van Eetvelt |

### 1:a etappen
| Fangchenggang - Fangchenggang | Flack etapp | (149,4 km) |

| \| Placeringar i etappen \| Placeringar i etappen \| Placeringar i etappen \| Placeringar i etappen \| Placeringar i etappen \| \| Cyklist \| Cyklist \| Lag \| Tid \| \| \| --------------------- \| --------------------- \| --------------------- \| --------------------- \| --------------------- \| \| 1. \| Lionel Taminiaux \| Lotto Dstny \| 3t 17' 58" \| \| \| 2. \| Gijs Van Hoecke \| Intermarché-Wanty \| + 0" \| \| \| 3. \| Juan Sebastián Molano \| UAE Team Emirates \| + 0" \| \| \| 4. \| Ethan Vernon \| Israel-Premier Tech \| + 0" \| \| \| 5. \| Max Kanter \| Astana Qazaqstan Team \| + 0" \| \| \| 6. \| Blake Quick \| Team Jayco AlUla \| + 0" \| \| \| 7. \| Dušan Rajović \| Bahrain Victorious \| + 0" \| \| \| 8. \| Milan Fretin \| Cofidis \| + 0" \| \| \| 9. \| Riley Pickrell \| Israel-Premier Tech \| + 0" \| \| \| 10. \| Luke Lamperti \| Soudal Quick-Step \| + 0" \| \| |                       |                       |            |
| |                       |                       |            |
| |                       |                       |            |
| Placeringar i etappen |                       |                       |            |
| Cyklist | Cyklist               | Lag                   | Tid        |
| 1. | Lionel Taminiaux      | Lotto Dstny           | 3t 17' 58" |
| 2. | Gijs Van Hoecke       | Intermarché-Wanty     | + 0"       |
| 3. | Juan Sebastián Molano | UAE Team Emirates     | + 0"       |
| 4. | Ethan Vernon          | Israel-Premier Tech   | + 0"       |
| 5. | Max Kanter            | Astana Qazaqstan Team | + 0"       |
| 6. | Blake Quick           | Team Jayco AlUla      | + 0"       |
| 7. | Dušan Rajović         | Bahrain Victorious    | + 0"       |
| 8. | Milan Fretin          | Cofidis               | + 0"       |
| 9. | Riley Pickrell        | Israel-Premier Tech   | + 0"       |
| 10. | Luke Lamperti         | Soudal Quick-Step     | + 0"       |

| \| Totaltävlingen \| Totaltävlingen \| Totaltävlingen \| Totaltävlingen \| Totaltävlingen \| \| Cyklist \| Cyklist \| Lag \| Tid \| \| \| -------------- \| --------------------- \| -------------------------- \| -------------- \| -------------- \| \| 1. \| Lionel Taminiaux \| Lotto Dstny \| 3t 17' 48" \| \| \| 2. \| Gijs Van Hoecke \| Intermarché-Wanty \| + 4" \| \| \| 3. \| Stan Dewulf \| Decathlon-AG2R La Mondiale \| + 5" \| \| \| 4. \| Rune Herregodts \| Intermarché-Wanty \| + 5" \| \| \| 5. \| Juan Sebastián Molano \| UAE Team Emirates \| + 6" \| \| \| 6. \| Jhonatan Narváez \| Ineos Grenadiers \| + 9" \| \| \| 7. \| Robert Stannard \| Bahrain Victorious \| + 9" \| \| \| 8. \| Ethan Vernon \| Israel-Premier Tech \| + 10" \| \| \| 9. \| Max Kanter \| Astana Qazaqstan Team \| + 10" \| \| \| 10. \| Blake Quick \| Team Jayco AlUla \| + 10" \| \| |                       |                            |            |
| |                       |                            |            |
| |                       |                            |            |
| Totaltävlingen |                       |                            |            |
| Cyklist | Cyklist               | Lag                        | Tid        |
| 1. | Lionel Taminiaux      | Lotto Dstny                | 3t 17' 48" |
| 2. | Gijs Van Hoecke       | Intermarché-Wanty          | + 4"       |
| 3. | Stan Dewulf           | Decathlon-AG2R La Mondiale | + 5"       |
| 4. | Rune Herregodts       | Intermarché-Wanty          | + 5"       |
| 5. | Juan Sebastián Molano | UAE Team Emirates          | + 6"       |
| 6. | Jhonatan Narváez      | Ineos Grenadiers           | + 9"       |
| 7. | Robert Stannard       | Bahrain Victorious         | + 9"       |
| 8. | Ethan Vernon          | Israel-Premier Tech        | + 10"      |
| 9. | Max Kanter            | Astana Qazaqstan Team      | + 10"      |
| 10. | Blake Quick           | Team Jayco AlUla           | + 10"      |

### 2:a etappen
| Chongzuo - Jingxi |  | (181,5 km) |

| \| Placeringar i etappen \| Placeringar i etappen \| Placeringar i etappen \| Placeringar i etappen \| Placeringar i etappen \| \| Cyklist \| Cyklist \| Lag \| Tid \| \| \| --------------------- \| --------------------- \| --------------------- \| --------------------- \| --------------------- \| \| 1. \| Warre Vangheluwe \| Soudal Quick-Step \| 3t 49' 29" \| \| \| 2. \| Max Kanter \| Astana Qazaqstan Team \| + 0" \| \| \| 3. \| Jake Stewart \| Israel-Premier Tech \| + 0" \| \| \| 4. \| Alberto Bruttomesso \| Bahrain Victorious \| + 0" \| \| \| 5. \| Matevž Govekar \| Bahrain Victorious \| + 0" \| \| \| 6. \| Davide Cimolai \| Movistar Team \| + 0" \| \| \| 7. \| Ethan Vernon \| Israel-Premier Tech \| + 0" \| \| \| 8. \| Juan Sebastián Molano \| UAE Team Emirates \| + 0" \| \| \| 9. \| Gijs Van Hoecke \| Intermarché-Wanty \| + 0" \| \| \| 10. \| Natnael Tesfatsion \| Lidl-Trek \| + 0" \| \| |                       |                       |            |
| |                       |                       |            |
| |                       |                       |            |
| Placeringar i etappen |                       |                       |            |
| Cyklist | Cyklist               | Lag                   | Tid        |
| 1. | Warre Vangheluwe      | Soudal Quick-Step     | 3t 49' 29" |
| 2. | Max Kanter            | Astana Qazaqstan Team | + 0"       |
| 3. | Jake Stewart          | Israel-Premier Tech   | + 0"       |
| 4. | Alberto Bruttomesso   | Bahrain Victorious    | + 0"       |
| 5. | Matevž Govekar        | Bahrain Victorious    | + 0"       |
| 6. | Davide Cimolai        | Movistar Team         | + 0"       |
| 7. | Ethan Vernon          | Israel-Premier Tech   | + 0"       |
| 8. | Juan Sebastián Molano | UAE Team Emirates     | + 0"       |
| 9. | Gijs Van Hoecke       | Intermarché-Wanty     | + 0"       |
| 10. | Natnael Tesfatsion    | Lidl-Trek             | + 0"       |

| \| Totaltävlingen \| Totaltävlingen \| Totaltävlingen \| Totaltävlingen \| Totaltävlingen \| \| Cyklist \| Cyklist \| Lag \| Tid \| \| \| -------------- \| --------------------- \| -------------------------- \| -------------- \| -------------- \| \| 1. \| Max Kanter \| Astana Qazaqstan Team \| 7t 07' 21" \| \| \| 2. \| Gijs Van Hoecke \| Intermarché-Wanty \| + 0" \| \| \| 3. \| Stan Dewulf \| Decathlon-AG2R La Mondiale \| + 1" \| \| \| 4. \| Filip Maciejuk \| Red Bull-Bora-Hansgrohe \| + 1" \| \| \| 5. \| Dries De Bondt \| Decathlon-AG2R La Mondiale \| + 1" \| \| \| 6. \| Rune Herregodts \| Intermarché-Wanty \| + 1" \| \| \| 7. \| Juan Sebastián Molano \| UAE Team Emirates \| + 2" \| \| \| 8. \| Jake Stewart \| Israel-Premier Tech \| + 2" \| \| \| 9. \| Robert Stannard \| Bahrain Victorious \| + 5" \| \| \| 10. \| Martin Svrček \| Soudal Quick-Step \| + 5" \| \| |                       |                            |            |
| |                       |                            |            |
| |                       |                            |            |
| Totaltävlingen |                       |                            |            |
| Cyklist | Cyklist               | Lag                        | Tid        |
| 1. | Max Kanter            | Astana Qazaqstan Team      | 7t 07' 21" |
| 2. | Gijs Van Hoecke       | Intermarché-Wanty          | + 0"       |
| 3. | Stan Dewulf           | Decathlon-AG2R La Mondiale | + 1"       |
| 4. | Filip Maciejuk        | Red Bull-Bora-Hansgrohe    | + 1"       |
| 5. | Dries De Bondt        | Decathlon-AG2R La Mondiale | + 1"       |
| 6. | Rune Herregodts       | Intermarché-Wanty          | + 1"       |
| 7. | Juan Sebastián Molano | UAE Team Emirates          | + 2"       |
| 8. | Jake Stewart          | Israel-Premier Tech        | + 2"       |
| 9. | Robert Stannard       | Bahrain Victorious         | + 5"       |
| 10. | Martin Svrček         | Soudal Quick-Step          | + 5"       |

### 3:e etappen
| Jingxi - Bama |  | (214 km) |

| \| Placeringar i etappen \| Placeringar i etappen \| Placeringar i etappen \| Placeringar i etappen \| Placeringar i etappen \| \| Cyklist \| Cyklist \| Lag \| Tid \| \| \| --------------------- \| --------------------- \| --------------------- \| --------------------- \| --------------------- \| \| 1. \| Ethan Vernon \| Israel-Premier Tech \| 4t 44' 04" \| \| \| 2. \| Juan Sebastián Molano \| UAE Team Emirates \| + 0" \| \| \| 3. \| Riley Pickrell \| Israel-Premier Tech \| + 0" \| \| \| 4. \| Milan Fretin \| Cofidis \| + 0" \| \| \| 5. \| Marijn van den Berg \| EF Education-EasyPost \| + 0" \| \| \| 6. \| Luke Lamperti \| Soudal Quick-Step \| + 0" \| \| \| 7. \| Gijs Van Hoecke \| Intermarché-Wanty \| + 0" \| \| \| 8. \| Max Kanter \| Astana Qazaqstan Team \| + 0" \| \| \| 9. \| Davide Cimolai \| Movistar Team \| + 0" \| \| \| 10. \| Iván García Cortina \| Movistar Team \| + 0" \| \| |                       |                       |            |
| |                       |                       |            |
| |                       |                       |            |
| Placeringar i etappen |                       |                       |            |
| Cyklist | Cyklist               | Lag                   | Tid        |
| 1. | Ethan Vernon          | Israel-Premier Tech   | 4t 44' 04" |
| 2. | Juan Sebastián Molano | UAE Team Emirates     | + 0"       |
| 3. | Riley Pickrell        | Israel-Premier Tech   | + 0"       |
| 4. | Milan Fretin          | Cofidis               | + 0"       |
| 5. | Marijn van den Berg   | EF Education-EasyPost | + 0"       |
| 6. | Luke Lamperti         | Soudal Quick-Step     | + 0"       |
| 7. | Gijs Van Hoecke       | Intermarché-Wanty     | + 0"       |
| 8. | Max Kanter            | Astana Qazaqstan Team | + 0"       |
| 9. | Davide Cimolai        | Movistar Team         | + 0"       |
| 10. | Iván García Cortina   | Movistar Team         | + 0"       |

| \| Totaltävlingen \| Totaltävlingen \| Totaltävlingen \| Totaltävlingen \| Totaltävlingen \| \| Cyklist \| Cyklist \| Lag \| Tid \| \| \| -------------- \| --------------------- \| -------------------------- \| -------------- \| -------------- \| \| 1. \| Ethan Vernon \| Israel-Premier Tech \| 11t 51' 21" \| \| \| 2. \| Juan Sebastián Molano \| UAE Team Emirates \| + 0" \| \| \| 3. \| Dries De Bondt \| Decathlon-AG2R La Mondiale \| + 2" \| \| \| 4. \| Max Kanter \| Astana Qazaqstan Team \| + 4" \| \| \| 5. \| Gijs Van Hoecke \| Intermarché-Wanty \| + 4" \| \| \| 6. \| Stan Dewulf \| Decathlon-AG2R La Mondiale \| + 5" \| \| \| 7. \| Filip Maciejuk \| Red Bull-Bora-Hansgrohe \| + 5" \| \| \| 8. \| Rune Herregodts \| Intermarché-Wanty \| + 5" \| \| \| 9. \| Jake Stewart \| Israel-Premier Tech \| + 6" \| \| \| 10. \| Robert Stannard \| Bahrain Victorious \| + 8" \| \| |                       |                            |             |
| |                       |                            |             |
| |                       |                            |             |
| Totaltävlingen |                       |                            |             |
| Cyklist | Cyklist               | Lag                        | Tid         |
| 1. | Ethan Vernon          | Israel-Premier Tech        | 11t 51' 21" |
| 2. | Juan Sebastián Molano | UAE Team Emirates          | + 0"        |
| 3. | Dries De Bondt        | Decathlon-AG2R La Mondiale | + 2"        |
| 4. | Max Kanter            | Astana Qazaqstan Team      | + 4"        |
| 5. | Gijs Van Hoecke       | Intermarché-Wanty          | + 4"        |
| 6. | Stan Dewulf           | Decathlon-AG2R La Mondiale | + 5"        |
| 7. | Filip Maciejuk        | Red Bull-Bora-Hansgrohe    | + 5"        |
| 8. | Rune Herregodts       | Intermarché-Wanty          | + 5"        |
| 9. | Jake Stewart          | Israel-Premier Tech        | + 6"        |
| 10. | Robert Stannard       | Bahrain Victorious         | + 8"        |

### 4:e etappen
| Bama - Jinchengjiang |  | (176,9 km) |

| \| Placeringar i etappen \| Placeringar i etappen \| Placeringar i etappen \| Placeringar i etappen \| Placeringar i etappen \| \| Cyklist \| Cyklist \| Lag \| Tid \| \| \| --------------------- \| --------------------- \| -------------------------- \| --------------------- \| --------------------- \| \| 1. \| Ethan Vernon \| Israel-Premier Tech \| 4t 02' 11" \| \| \| 2. \| Max Kanter \| Astana Qazaqstan Team \| + 0" \| \| \| 3. \| Alberto Bruttomesso \| Bahrain Victorious \| + 0" \| \| \| 4. \| Lionel Taminiaux \| Lotto Dstny \| + 0" \| \| \| 5. \| Mick van Dijke \| Team Visma \\| Lease a Bike \| + 0" \| \| \| 6. \| Davide Cimolai \| Movistar Team \| + 0" \| \| \| 7. \| Riley Pickrell \| Israel-Premier Tech \| + 0" \| \| \| 8. \| Niklas Märkl \| Team dsm-firmenich PostNL \| + 0" \| \| \| 9. \| Matevž Govekar \| Bahrain Victorious \| + 0" \| \| \| 10. \| Gijs Van Hoecke \| Intermarché-Wanty \| + 0" \| \| |                     |                            |            |
| |                     |                            |            |
| |                     |                            |            |
| Placeringar i etappen |                     |                            |            |
| Cyklist | Cyklist             | Lag                        | Tid        |
| 1. | Ethan Vernon        | Israel-Premier Tech        | 4t 02' 11" |
| 2. | Max Kanter          | Astana Qazaqstan Team      | + 0"       |
| 3. | Alberto Bruttomesso | Bahrain Victorious         | + 0"       |
| 4. | Lionel Taminiaux    | Lotto Dstny                | + 0"       |
| 5. | Mick van Dijke      | Team Visma \| Lease a Bike | + 0"       |
| 6. | Davide Cimolai      | Movistar Team              | + 0"       |
| 7. | Riley Pickrell      | Israel-Premier Tech        | + 0"       |
| 8. | Niklas Märkl        | Team dsm-firmenich PostNL  | + 0"       |
| 9. | Matevž Govekar      | Bahrain Victorious         | + 0"       |
| 10. | Gijs Van Hoecke     | Intermarché-Wanty          | + 0"       |

| \| Totaltävlingen \| Totaltävlingen \| Totaltävlingen \| Totaltävlingen \| Totaltävlingen \| \| Cyklist \| Cyklist \| Lag \| Tid \| \| \| -------------- \| --------------------- \| -------------------------- \| -------------- \| -------------- \| \| 1. \| Max Kanter \| Astana Qazaqstan Team \| 15t 53' 30" \| \| \| 2. \| Stan Dewulf \| Decathlon-AG2R La Mondiale \| + 1" \| \| \| 3. \| Juan Sebastián Molano \| UAE Team Emirates \| + 2" \| \| \| 4. \| Dries De Bondt \| Decathlon-AG2R La Mondiale \| + 4" \| \| \| 5. \| Gijs Van Hoecke \| Intermarché-Wanty \| + 6" \| \| \| 6. \| Filip Maciejuk \| Red Bull-Bora-Hansgrohe \| + 7" \| \| \| 7. \| Rune Herregodts \| Intermarché-Wanty \| + 7" \| \| \| 8. \| Jake Stewart \| Israel-Premier Tech \| + 8" \| \| \| 9. \| Alberto Bruttomesso \| Bahrain Victorious \| + 8" \| \| \| 10. \| Robert Stannard \| Bahrain Victorious \| + 10" \| \| |                       |                            |             |
| |                       |                            |             |
| |                       |                            |             |
| Totaltävlingen |                       |                            |             |
| Cyklist | Cyklist               | Lag                        | Tid         |
| 1. | Max Kanter            | Astana Qazaqstan Team      | 15t 53' 30" |
| 2. | Stan Dewulf           | Decathlon-AG2R La Mondiale | + 1"        |
| 3. | Juan Sebastián Molano | UAE Team Emirates          | + 2"        |
| 4. | Dries De Bondt        | Decathlon-AG2R La Mondiale | + 4"        |
| 5. | Gijs Van Hoecke       | Intermarché-Wanty          | + 6"        |
| 6. | Filip Maciejuk        | Red Bull-Bora-Hansgrohe    | + 7"        |
| 7. | Rune Herregodts       | Intermarché-Wanty          | + 7"        |
| 8. | Jake Stewart          | Israel-Premier Tech        | + 8"        |
| 9. | Alberto Bruttomesso   | Bahrain Victorious         | + 8"        |
| 10. | Robert Stannard       | Bahrain Victorious         | + 10"       |

### 5:e etappen
| Yizhou - Nongla Provincial Natural Reserve |  | (165,8 km) |

| \| Placeringar i etappen \| Placeringar i etappen \| Placeringar i etappen \| Placeringar i etappen \| Placeringar i etappen \| \| Cyklist \| Cyklist \| Lag \| Tid \| \| \| --------------------- \| --------------------- \| -------------------------- \| --------------------- \| --------------------- \| \| 1. \| Lennert Van Eetvelt \| Lotto Dstny \| 3t 36' 18" \| \| \| 2. \| Oscar Onley \| Team dsm-firmenich PostNL \| + 2" \| \| \| 3. \| Alex Baudin \| Decathlon-AG2R La Mondiale \| + 9" \| \| \| 4. \| Victor Lafay \| Decathlon-AG2R La Mondiale \| + 9" \| \| \| 5. \| Pavel Sivakov \| UAE Team Emirates \| + 11" \| \| \| 6. \| Giovanni Aleotti \| Red Bull-Bora-Hansgrohe \| + 15" \| \| \| 7. \| Lorenzo Fortunato \| Astana Qazaqstan Team \| + 23" \| \| \| 8. \| Ewen Costiou \| Arkéa-B&B Hotels \| + 25" \| \| \| 9. \| Hagos Welay Berhe \| Team Jayco AlUla \| + 26" \| \| \| 10. \| Felix Großschartner \| UAE Team Emirates \| + 26" \| \| |                     |                            |            |
| |                     |                            |            |
| |                     |                            |            |
| Placeringar i etappen |                     |                            |            |
| Cyklist | Cyklist             | Lag                        | Tid        |
| 1. | Lennert Van Eetvelt | Lotto Dstny                | 3t 36' 18" |
| 2. | Oscar Onley         | Team dsm-firmenich PostNL  | + 2"       |
| 3. | Alex Baudin         | Decathlon-AG2R La Mondiale | + 9"       |
| 4. | Victor Lafay        | Decathlon-AG2R La Mondiale | + 9"       |
| 5. | Pavel Sivakov       | UAE Team Emirates          | + 11"      |
| 6. | Giovanni Aleotti    | Red Bull-Bora-Hansgrohe    | + 15"      |
| 7. | Lorenzo Fortunato   | Astana Qazaqstan Team      | + 23"      |
| 8. | Ewen Costiou        | Arkéa-B&B Hotels           | + 25"      |
| 9. | Hagos Welay Berhe   | Team Jayco AlUla           | + 26"      |
| 10. | Felix Großschartner | UAE Team Emirates          | + 26"      |

| \| Totaltävlingen \| Totaltävlingen \| Totaltävlingen \| Totaltävlingen \| Totaltävlingen \| \| Cyklist \| Cyklist \| Lag \| Tid \| \| \| -------------- \| ------------------- \| -------------------------- \| -------------- \| -------------- \| \| 1. \| Lennert Van Eetvelt \| Lotto Dstny \| 19t 29' 50" \| \| \| 2. \| Oscar Onley \| Team dsm-firmenich PostNL \| + 5" \| \| \| 3. \| Alex Baudin \| Decathlon-AG2R La Mondiale \| + 15" \| \| \| 4. \| Victor Lafay \| Decathlon-AG2R La Mondiale \| + 19" \| \| \| 5. \| Pavel Sivakov \| UAE Team Emirates \| + 21" \| \| \| 6. \| Giovanni Aleotti \| Red Bull-Bora-Hansgrohe \| + 25" \| \| \| 7. \| Lorenzo Fortunato \| Astana Qazaqstan Team \| + 33" \| \| \| 8. \| Ewen Costiou \| Arkéa-B&B Hotels \| + 35" \| \| \| 9. \| Quinn Simmons \| Lidl-Trek \| + 36" \| \| \| 10. \| Felix Großschartner \| UAE Team Emirates \| + 36" \| \| |                     |                            |             |
| |                     |                            |             |
| |                     |                            |             |
| Totaltävlingen |                     |                            |             |
| Cyklist | Cyklist             | Lag                        | Tid         |
| 1. | Lennert Van Eetvelt | Lotto Dstny                | 19t 29' 50" |
| 2. | Oscar Onley         | Team dsm-firmenich PostNL  | + 5"        |
| 3. | Alex Baudin         | Decathlon-AG2R La Mondiale | + 15"       |
| 4. | Victor Lafay        | Decathlon-AG2R La Mondiale | + 19"       |
| 5. | Pavel Sivakov       | UAE Team Emirates          | + 21"       |
| 6. | Giovanni Aleotti    | Red Bull-Bora-Hansgrohe    | + 25"       |
| 7. | Lorenzo Fortunato   | Astana Qazaqstan Team      | + 33"       |
| 8. | Ewen Costiou        | Arkéa-B&B Hotels           | + 35"       |
| 9. | Quinn Simmons       | Lidl-Trek                  | + 36"       |
| 10. | Felix Großschartner | UAE Team Emirates          | + 36"       |

### 6:e etappen
| Nanning - Nanning |  | (134,3 km) |

| \| Placeringar i etappen \| Placeringar i etappen \| Placeringar i etappen \| Placeringar i etappen \| Placeringar i etappen \| \| Cyklist \| Cyklist \| Lag \| Tid \| \| \| --------------------- \| --------------------- \| -------------------------- \| --------------------- \| --------------------- \| \| 1. \| Matevž Govekar \| Bahrain Victorious \| 2t 51' 55" \| \| \| 2. \| Marijn van den Berg \| EF Education-EasyPost \| + 0" \| \| \| 3. \| Robert Stannard \| Bahrain Victorious \| + 0" \| \| \| 4. \| Joseph Blackmore \| Israel-Premier Tech \| + 0" \| \| \| 5. \| Matis Louvel \| Arkéa-B&B Hotels \| + 0" \| \| \| 6. \| Stan Dewulf \| Decathlon-AG2R La Mondiale \| + 0" \| \| \| 7. \| Natnael Tesfatsion \| Lidl-Trek \| + 0" \| \| \| 8. \| Martin Svrček \| Soudal Quick-Step \| + 0" \| \| \| 9. \| Alex Baudin \| Decathlon-AG2R La Mondiale \| + 0" \| \| \| 10. \| Rune Herregodts \| Intermarché-Wanty \| + 0" \| \| |                     |                            |            |
| |                     |                            |            |
| |                     |                            |            |
| Placeringar i etappen |                     |                            |            |
| Cyklist | Cyklist             | Lag                        | Tid        |
| 1. | Matevž Govekar      | Bahrain Victorious         | 2t 51' 55" |
| 2. | Marijn van den Berg | EF Education-EasyPost      | + 0"       |
| 3. | Robert Stannard     | Bahrain Victorious         | + 0"       |
| 4. | Joseph Blackmore    | Israel-Premier Tech        | + 0"       |
| 5. | Matis Louvel        | Arkéa-B&B Hotels           | + 0"       |
| 6. | Stan Dewulf         | Decathlon-AG2R La Mondiale | + 0"       |
| 7. | Natnael Tesfatsion  | Lidl-Trek                  | + 0"       |
| 8. | Martin Svrček       | Soudal Quick-Step          | + 0"       |
| 9. | Alex Baudin         | Decathlon-AG2R La Mondiale | + 0"       |
| 10. | Rune Herregodts     | Intermarché-Wanty          | + 0"       |

## Resultat

### Sammanlagt
| \| Totaltävlingen \| Totaltävlingen \| Totaltävlingen \| Totaltävlingen \| Totaltävlingen \| \| Cyklist \| Cyklist \| Lag \| Tid \| \| \| -------------- \| ------------------- \| -------------------------- \| -------------- \| -------------- \| \| 1. \| Lennert Van Eetvelt \| Lotto Dstny \| 22t 21' 45" \| \| \| 2. \| Oscar Onley \| Team dsm-firmenich PostNL \| + 5" \| \| \| 3. \| Alex Baudin \| Decathlon-AG2R La Mondiale \| + 15" \| \| \| 4. \| Victor Lafay \| Decathlon-AG2R La Mondiale \| + 19" \| \| \| 5. \| Pavel Sivakov \| UAE Team Emirates \| + 21" \| \| \| 6. \| Giovanni Aleotti \| Red Bull-Bora-Hansgrohe \| + 25" \| \| \| 7. \| Tim Wellens \| UAE Team Emirates \| + 31" \| \| \| 8. \| Lorenzo Fortunato \| Astana Qazaqstan Team \| + 33" \| \| \| 9. \| Ewen Costiou \| Arkéa-B&B Hotels \| + 35" \| \| \| 10. \| Quinn Simmons \| Lidl-Trek \| + 36" \| \| |                     |                            |             |
| |                     |                            |             |
| Källa: ProCyclingStats |                     |                            |             |
| Totaltävlingen |                     |                            |             |
| Cyklist | Cyklist             | Lag                        | Tid         |
| 1. | Lennert Van Eetvelt | Lotto Dstny                | 22t 21' 45" |
| 2. | Oscar Onley         | Team dsm-firmenich PostNL  | + 5"        |
| 3. | Alex Baudin         | Decathlon-AG2R La Mondiale | + 15"       |
| 4. | Victor Lafay        | Decathlon-AG2R La Mondiale | + 19"       |
| 5. | Pavel Sivakov       | UAE Team Emirates          | + 21"       |
| 6. | Giovanni Aleotti    | Red Bull-Bora-Hansgrohe    | + 25"       |
| 7. | Tim Wellens         | UAE Team Emirates          | + 31"       |
| 8. | Lorenzo Fortunato   | Astana Qazaqstan Team      | + 33"       |
| 9. | Ewen Costiou        | Arkéa-B&B Hotels           | + 35"       |
| 10. | Quinn Simmons       | Lidl-Trek                  | + 36"       |

### Övriga tävlingar
| Poängtävlingen | Poängtävlingen        | Poängtävlingen             | Poängtävlingen | Poängtävlingen |
| Cyklist        | Cyklist               | Lag                        | Poäng          |                |
| -------------- | --------------------- | -------------------------- | -------------- | -------------- |
| 1.             | Ethan Vernon          | Israel-Premier Tech        | 38 poäng       |                |
| 2.             | Stan Dewulf           | Decathlon-AG2R La Mondiale | 37 poäng       |                |
| 3.             | Max Kanter            | Astana Qazaqstan Team      | 29 poäng       |                |
| 4.             | Warre Vangheluwe      | Soudal Quick-Step          | 27 poäng       |                |
| 5.             | Matevž Govekar        | Bahrain Victorious         | 23 poäng       |                |
| 6.             | Lionel Taminiaux      | Lotto Dstny                | 22 poäng       |                |
| 7.             | Juan Sebastián Molano | UAE Team Emirates          | 21 poäng       |                |
| 8.             | Gijs Van Hoecke       | Intermarché-Wanty          | 17 poäng       |                |
| 9.             | Dries De Bondt        | Decathlon-AG2R La Mondiale | 16 poäng       |                |
| 10.            | Marijn van den Berg   | EF Education-EasyPost      | 16 poäng       |                |

| Poängtävlingen | Poängtävlingen        | Poängtävlingen             | Poängtävlingen | Poängtävlingen |
| Cyklist        | Cyklist               | Lag                        | Poäng          |                |
| -------------- | --------------------- | -------------------------- | -------------- | -------------- |
| 1.             | Ethan Vernon          | Israel-Premier Tech        | 38 poäng       |                |
| 2.             | Stan Dewulf           | Decathlon-AG2R La Mondiale | 37 poäng       |                |
| 3.             | Max Kanter            | Astana Qazaqstan Team      | 29 poäng       |                |
| 4.             | Warre Vangheluwe      | Soudal Quick-Step          | 27 poäng       |                |
| 5.             | Matevž Govekar        | Bahrain Victorious         | 23 poäng       |                |
| 6.             | Lionel Taminiaux      | Lotto Dstny                | 22 poäng       |                |
| 7.             | Juan Sebastián Molano | UAE Team Emirates          | 21 poäng       |                |
| 8.             | Gijs Van Hoecke       | Intermarché-Wanty          | 17 poäng       |                |
| 9.             | Dries De Bondt        | Decathlon-AG2R La Mondiale | 16 poäng       |                |
| 10.            | Marijn van den Berg   | EF Education-EasyPost      | 16 poäng       |                |

| Ungdomstävlingen | Ungdomstävlingen       | Ungdomstävlingen           | Ungdomstävlingen | Ungdomstävlingen |
| Cyklist          | Cyklist                | Lag                        | Tid              |                  |
| ---------------- | ---------------------- | -------------------------- | ---------------- | ---------------- |
| 1.               | Lennert Van Eetvelt    | Lotto Dstny                | 22t 21' 45"      |                  |
| 2.               | Oscar Onley            | Team dsm-firmenich PostNL  | + 5"             |                  |
| 3.               | Alex Baudin            | Decathlon-AG2R La Mondiale | + 15"            |                  |
| 4.               | Giovanni Aleotti       | Red Bull-Bora-Hansgrohe    | + 25"            |                  |
| 5.               | Ewen Costiou           | Arkéa-B&B Hotels           | + 35"            |                  |
| 6.               | Quinn Simmons          | Lidl-Trek                  | + 36"            |                  |
| 7.               | Hagos Welay Berhe      | Team Jayco AlUla           | + 36"            |                  |
| 8.               | Alexander Hajek        | Red Bull-Bora-Hansgrohe    | + 43"            |                  |
| 9.               | Johannes Staune-Mittet | Team Visma \| Lease a Bike | + 43"            |                  |
| 10.              | Max Poole              | Team dsm-firmenich PostNL  | + 1' 02"         |                  |

| Ungdomstävlingen | Ungdomstävlingen       | Ungdomstävlingen           | Ungdomstävlingen | Ungdomstävlingen |
| Cyklist          | Cyklist                | Lag                        | Tid              |                  |
| ---------------- | ---------------------- | -------------------------- | ---------------- | ---------------- |
| 1.               | Lennert Van Eetvelt    | Lotto Dstny                | 22t 21' 45"      |                  |
| 2.               | Oscar Onley            | Team dsm-firmenich PostNL  | + 5"             |                  |
| 3.               | Alex Baudin            | Decathlon-AG2R La Mondiale | + 15"            |                  |
| 4.               | Giovanni Aleotti       | Red Bull-Bora-Hansgrohe    | + 25"            |                  |
| 5.               | Ewen Costiou           | Arkéa-B&B Hotels           | + 35"            |                  |
| 6.               | Quinn Simmons          | Lidl-Trek                  | + 36"            |                  |
| 7.               | Hagos Welay Berhe      | Team Jayco AlUla           | + 36"            |                  |
| 8.               | Alexander Hajek        | Red Bull-Bora-Hansgrohe    | + 43"            |                  |
| 9.               | Johannes Staune-Mittet | Team Visma \| Lease a Bike | + 43"            |                  |
| 10.              | Max Poole              | Team dsm-firmenich PostNL  | + 1' 02"         |                  |

| Bergstävlingen | Bergstävlingen      | Bergstävlingen             | Bergstävlingen | Bergstävlingen |
| Cyklist        | Cyklist             | Lag                        | Poäng          |                |
| -------------- | ------------------- | -------------------------- | -------------- | -------------- |
| 1.             | Pepijn Reinderink   | Soudal Quick-Step          | 28 poäng       |                |
| 2.             | Tim Wellens         | UAE Team Emirates          | 22 poäng       |                |
| 3.             | Stan Dewulf         | Decathlon-AG2R La Mondiale | 17 poäng       |                |
| 4.             | Victor Lafay        | Decathlon-AG2R La Mondiale | 16 poäng       |                |
| 5.             | Dries De Bondt      | Decathlon-AG2R La Mondiale | 14 poäng       |                |
| 6.             | Pavel Sivakov       | UAE Team Emirates          | 12 poäng       |                |
| 7.             | Lennert Van Eetvelt | Lotto Dstny                | 10 poäng       |                |
| 8.             | Sylvain Moniquet    | Lotto Dstny                | 10 poäng       |                |
| 9.             | Rémi Cavagna        | Movistar Team              | 8 poäng        |                |
| 10.            | Thomas Champion     | Cofidis                    | 5 poäng        |                |

| Bergstävlingen | Bergstävlingen      | Bergstävlingen             | Bergstävlingen | Bergstävlingen |
| Cyklist        | Cyklist             | Lag                        | Poäng          |                |
| -------------- | ------------------- | -------------------------- | -------------- | -------------- |
| 1.             | Pepijn Reinderink   | Soudal Quick-Step          | 28 poäng       |                |
| 2.             | Tim Wellens         | UAE Team Emirates          | 22 poäng       |                |
| 3.             | Stan Dewulf         | Decathlon-AG2R La Mondiale | 17 poäng       |                |
| 4.             | Victor Lafay        | Decathlon-AG2R La Mondiale | 16 poäng       |                |
| 5.             | Dries De Bondt      | Decathlon-AG2R La Mondiale | 14 poäng       |                |
| 6.             | Pavel Sivakov       | UAE Team Emirates          | 12 poäng       |                |
| 7.             | Lennert Van Eetvelt | Lotto Dstny                | 10 poäng       |                |
| 8.             | Sylvain Moniquet    | Lotto Dstny                | 10 poäng       |                |
| 9.             | Rémi Cavagna        | Movistar Team              | 8 poäng        |                |
| 10.            | Thomas Champion     | Cofidis                    | 5 poäng        |                |

| Lagtävlingen | Lagtävlingen               | Lagtävlingen | Lagtävlingen |
| Lag          | Lag                        | Tid          |              |
| ------------ | -------------------------- | ------------ | ------------ |
| 1.           | UAE Team Emirates          | 67t 06' 48"  |              |
| 2.           | Decathlon-AG2R La Mondiale | + 42"        |              |
| 3.           | Red Bull-Bora-Hansgrohe    | + 1' 06"     |              |
| 4.           | Lidl-Trek                  | + 1' 24"     |              |
| 5.           | Arkéa-B&B Hotels           | + 2' 24"     |              |
| 6.           | Lotto Dstny                | + 3' 03"     |              |
| 7.           | Intermarché-Wanty          | + 4' 03"     |              |
| 8.           | Team Visma \| Lease a Bike | + 4' 11"     |              |
| 10.          | EF Education-EasyPost      | + 4' 17"     |              |
| 10.          | Soudal Quick-Step          | + 4' 28"     |              |

| Lagtävlingen | Lagtävlingen               | Lagtävlingen | Lagtävlingen |
| Lag          | Lag                        | Tid          |              |
| ------------ | -------------------------- | ------------ | ------------ |
| 1.           | UAE Team Emirates          | 67t 06' 48"  |              |
| 2.           | Decathlon-AG2R La Mondiale | + 42"        |              |
| 3.           | Red Bull-Bora-Hansgrohe    | + 1' 06"     |              |
| 4.           | Lidl-Trek                  | + 1' 24"     |              |
| 5.           | Arkéa-B&B Hotels           | + 2' 24"     |              |
| 6.           | Lotto Dstny                | + 3' 03"     |              |
| 7.           | Intermarché-Wanty          | + 4' 03"     |              |
| 8.           | Team Visma \| Lease a Bike | + 4' 11"     |              |
| 10.          | EF Education-EasyPost      | + 4' 17"     |              |
| 10.          | Soudal Quick-Step          | + 4' 28"     |              |

## Startlista
| Team Visma \| Lease a Bike TVL | Team Visma \| Lease a Bike TVL | Team Visma \| Lease a Bike TVL |
| ------------------------------ | ------------------------------ | ------------------------------ |
| #                              | Cyklist                        | Placering                      |
| 1                              | Milan Vader (NED)              | DNF-3                          |
| 2                              | Koen Bouwman (NED)             | 58.                            |
| 4                              | Johannes Staune-Mittet (NOR)   | 15.                            |
| 5                              | Tosh Van der Sande (BEL)       | 64.                            |
| 6                              | Mick van Dijke (NED)           | 26.                            |
| 7                              | Julien Vermote (BEL)           | 44.                            |

| Arkéa-B&B Hotels ARK | Arkéa-B&B Hotels ARK  | Arkéa-B&B Hotels ARK |
| -------------------- | --------------------- | -------------------- |
| #                    | Cyklist               | Placering            |
| 11                   | Louis Barré (FRA)     | 80.                  |
| 12                   | Ewen Costiou (FRA)    | 9.                   |
| 13                   | David Dekker (NED)    | 104.                 |
| 14                   | Élie Gesbert (FRA)    | 33.                  |
| 15                   | Donavan Grondin (FRA) | 84.                  |
| 16                   | Mathis Le Berre (FRA) | 30.                  |
| 17                   | Matis Louvel (FRA)    | 71.                  |

| Astana Qazaqstan Team AST | Astana Qazaqstan Team AST | Astana Qazaqstan Team AST |
| ------------------------- | ------------------------- | ------------------------- |
| #                         | Cyklist                   | Placering                 |
| 21                        | Davide Ballerini (ITA)    | 90.                       |
| 22                        | Yevgeniy Fedorov (KAZ)    | 111.                      |
| 23                        | Lorenzo Fortunato (ITA)   | 8.                        |
| 24                        | Max Kanter (GER)          | 50.                       |
| 25                        | Alexej Lutsenko (KAZ)     | 48.                       |
| 26                        | Rüdiger Selig (GER)       | 106.                      |
| 27                        | Gleb Siritsa              | 109.                      |

| Bahrain Victorious TBV | Bahrain Victorious TBV    | Bahrain Victorious TBV |
| ---------------------- | ------------------------- | ---------------------- |
| #                      | Cyklist                   | Placering              |
| 31                     | Alberto Bruttomesso (ITA) |                        |
| 32                     | Matevž Govekar (SLO)      |                        |
| 33                     | Finlay Pickering (GBR)    |                        |
| 34                     | Dušan Rajović (SRB)       |                        |
| 35                     | Robert Stannard (AUS)     |                        |
| 36                     | Torstein Træen (NOR)      |                        |
| 37                     | Łukasz Wiśniowski (POL)   |                        |

| Cofidis COF | Cofidis COF                   | Cofidis COF |
| ----------- | ----------------------------- | ----------- |
| #           | Cyklist                       | Placering   |
| 41          | Piet Allegaert (BEL)          |             |
| 42          | Thomas Champion (FRA)         |             |
| 43          | Milan Fretin (BEL)            |             |
| 44          | Gorka Izagirre (ESP)          |             |
| 45          | Oliver Knight (GBR)           |             |
| 46          | Rubén Fernández Andújar (ESP) |             |
| 47          | Ludovic Robeet (BEL)          |             |

| Decathlon-AG2R La Mondiale DAT | Decathlon-AG2R La Mondiale DAT | Decathlon-AG2R La Mondiale DAT |
| ------------------------------ | ------------------------------ | ------------------------------ |
| #                              | Cyklist                        | Placering                      |
| 51                             | Alex Baudin (FRA)              |                                |
| 52                             | Geoffrey Bouchard (FRA)        |                                |
| 53                             | Dries De Bondt (BEL)           |                                |
| 54                             | Stan Dewulf (BEL)              |                                |
| 55                             | Pierre Gautherat (FRA)         |                                |
| 56                             | Victor Lafay (FRA)             |                                |
| 57                             | Gianluca Pollefliet (BEL)      |                                |

| EF Education-EasyPost EFE | EF Education-EasyPost EFE   | EF Education-EasyPost EFE |
| ------------------------- | --------------------------- | ------------------------- |
| #                         | Cyklist                     | Placering                 |
| 61                        | Markel Beloki (ESP)         |                           |
| 62                        | Stefan Bissegger (SUI)      |                           |
| 63                        | Esteban Chaves (COL)        |                           |
| 64                        | Mikkel Frølich Honoré (DEN) | DNF-3                     |
| 65                        | Jack Rootkin-Gray (GBR)     |                           |
| 66                        | Jonas Rutsch (GER)          |                           |
| 67                        | Marijn van den Berg (NED)   |                           |

| Ineos Grenadiers IGD | Ineos Grenadiers IGD   | Ineos Grenadiers IGD |
| -------------------- | ---------------------- | -------------------- |
| #                    | Cyklist                | Placering            |
| 72                   | Tobias Foss (NOR)      |                      |
| 73                   | Omar Fraile (ESP)      |                      |
| 74                   | Michael Leonard (CAN)  |                      |
| 75                   | Jhonatan Narváez (ECU) | DNF-3                |
| 76                   | Óscar Rodríguez (ESP)  |                      |
| 77                   | Artem Shmidt (USA)     |                      |

| Intermarché-Wanty IWA | Intermarché-Wanty IWA    | Intermarché-Wanty IWA |
| --------------------- | ------------------------ | --------------------- |
| #                     | Cyklist                  | Placering             |
| 81                    | Lilian Calmejane (FRA)   |                       |
| 82                    | Kevin Colleoni (ITA)     |                       |
| 84                    | Rune Herregodts (BEL)    |                       |
| 85                    | Rein Taaramäe (EST)      |                       |
| 86                    | Taco van der Hoorn (NED) |                       |
| 87                    | Gijs Van Hoecke (BEL)    |                       |

| Lidl-Trek LTK | Lidl-Trek LTK                       | Lidl-Trek LTK |
| ------------- | ----------------------------------- | ------------- |
| #             | Cyklist                             | Placering     |
| 91            | Amanuel Gebrezgabihier (ERI)        |               |
| 92            | Daan Hoole (NED)                    |               |
| 93            | Alex Kirsch (LUX)                   |               |
| 94            | Quinn Simmons (USA)                 |               |
| 95            | Jasper Stuyven (BEL)                | DNS-3         |
| 96            | Natnael Tesfatsion (ERI) (landsväg) |               |
| 97            | Otto Vergaerde (BEL)                |               |

| Movistar Team MOV | Movistar Team MOV         | Movistar Team MOV |
| ----------------- | ------------------------- | ----------------- |
| #                 | Cyklist                   | Placering         |
| 101               | Gonzalo Serrano (ESP)     |                   |
| 102               | Rémi Cavagna (FRA)        |                   |
| 103               | Davide Cimolai (ITA)      |                   |
| 104               | Iván García Cortina (ESP) |                   |
| 106               | Sergio Samitier (ESP)     |                   |
| 107               | Iván Sosa (COL)           |                   |

| Red Bull-Bora-Hansgrohe RBH | Red Bull-Bora-Hansgrohe RBH      | Red Bull-Bora-Hansgrohe RBH |
| --------------------------- | -------------------------------- | --------------------------- |
| #                           | Cyklist                          | Placering                   |
| 111                         | Emanuel Buchmann (GER)           | DNS-3                       |
| 112                         | Giovanni Aleotti (ITA)           |                             |
| 113                         | Alexander Hajek (AUT) (landsväg) |                             |
| 114                         | Emil Herzog (GER)                |                             |
| 115                         | Luis-Joe Lührs (GER)             |                             |
| 116                         | Filip Maciejuk (POL)             |                             |
| 117                         | Maximilian Schachmann (GER)      |                             |

| Soudal Quick-Step SOQ | Soudal Quick-Step SOQ   | Soudal Quick-Step SOQ |
| --------------------- | ----------------------- | --------------------- |
| #                     | Cyklist                 | Placering             |
| 121                   | Josef Černý (CZE)       |                       |
| 122                   | Jan Hirt (CZE)          |                       |
| 123                   | James Knox (GBR)        |                       |
| 124                   | Luke Lamperti (USA)     |                       |
| 125                   | Pepijn Reinderink (NED) | 99.                   |
| 126                   | Martin Svrček (SVK)     |                       |
| 127                   | Warre Vangheluwe (BEL)  |                       |

| Team dsm-firmenich PostNL DFP | Team dsm-firmenich PostNL DFP | Team dsm-firmenich PostNL DFP |
| ----------------------------- | ----------------------------- | ----------------------------- |
| #                             | Cyklist                       | Placering                     |
| 131                           | Patrick Eddy (AUS)            |                               |
| 132                           | Fabio Jakobsen (NED)          | DNS-3                         |
| 133                           | Niklas Märkl (GER)            |                               |
| 134                           | Oscar Onley (GBR)             |                               |
| 135                           | Max Poole (GBR)               |                               |
| 136                           | Timo Roosen (NED)             |                               |
| 137                           | Casper van Uden (NED)         |                               |

| Team Jayco AlUla JAY | Team Jayco AlUla JAY        | Team Jayco AlUla JAY |
| -------------------- | --------------------------- | -------------------- |
| #                    | Cyklist                     | Placering            |
| 141                  | Luke Plapp (AUS) (landsväg) | DNF-3                |
| 142                  | Hagos Welay Berhe (ETH)     |                      |
| 143                  | Amund Grøndahl Jansen (NOR) |                      |
| 144                  | Jan Maas (NED)              |                      |
| 145                  | Lucas Hamilton (AUS)        |                      |
| 146                  | Blake Quick (AUS)           | DNF-4                |
| 147                  | Callum Scotson (AUS)        | DNF-1                |

| UAE Team Emirates UAD | UAE Team Emirates UAD       | UAE Team Emirates UAD |
| --------------------- | --------------------------- | --------------------- |
| #                     | Cyklist                     | Placering             |
| 151                   | Igor Arrieta (ESP)          |                       |
| 152                   | Felix Großschartner (AUT)   |                       |
| 153                   | Vegard Stake Laengen (NOR)  | DNF-3                 |
| 154                   | Juan Sebastián Molano (COL) |                       |
| 155                   | Pavel Sivakov (FRA)         |                       |
| 156                   | Michael Vink (NZL)          |                       |
| 157                   | Tim Wellens (BEL)           |                       |

| Israel-Premier Tech IPT | Israel-Premier Tech IPT | Israel-Premier Tech IPT |
| ----------------------- | ----------------------- | ----------------------- |
| #                       | Cyklist                 | Placering               |
| 161                     | Chris Froome (GBR)      |                         |
| 162                     | Joseph Blackmore (GBR)  |                         |
| 163                     | Riley Pickrell (CAN)    |                         |
| 164                     | Nadav Raisberg (ISR)    |                         |
| 165                     | Jake Stewart (GBR)      |                         |
| 166                     | Guy Sagiv (ISR)         |                         |
| 167                     | Ethan Vernon (GBR)      | 55.                     |

| Lotto Dstny LTD | Lotto Dstny LTD           | Lotto Dstny LTD |
| --------------- | ------------------------- | --------------- |
| #               | Cyklist                   | Placering       |
| 171             | Arjen Livyns (BEL)        |                 |
| 172             | Sylvain Moniquet (BEL)    |                 |
| 173             | Mathijs Paasschens (NED)  |                 |
| 174             | Eduardo Sepúlveda (ARG)   |                 |
| 175             | Liam Slock (BEL)          |                 |
| 176             | Lionel Taminiaux (BEL)    |                 |
| 177             | Lennert Van Eetvelt (BEL) | 1.              |

| Kina CHN | Kina CHN       | Kina CHN  |
| -------- | -------------- | --------- |
| #        | Cyklist        | Placering |
| 181      | Lyu Xianjing   |           |
| 182      | Ma Binyan      | DNF-3     |
| 183      | Yu Tao Shen    |           |
| 184      | Li Zhen        | DNF-4     |
| 185      | Sun Changsheng |           |
| 186      | Teng Geng      |           |
| 187      | Yu Jiaqing     |           |

| Team Visma \| Lease a Bike TVL | Team Visma \| Lease a Bike TVL | Team Visma \| Lease a Bike TVL |
| ------------------------------ | ------------------------------ | ------------------------------ |
| #                              | Cyklist                        | Placering                      |
| 1                              | Milan Vader (NED)              | DNF-3                          |
| 2                              | Koen Bouwman (NED)             | 58.                            |
| 4                              | Johannes Staune-Mittet (NOR)   | 15.                            |
| 5                              | Tosh Van der Sande (BEL)       | 64.                            |
| 6                              | Mick van Dijke (NED)           | 26.                            |
| 7                              | Julien Vermote (BEL)           | 44.                            |

| Arkéa-B&B Hotels ARK | Arkéa-B&B Hotels ARK  | Arkéa-B&B Hotels ARK |
| -------------------- | --------------------- | -------------------- |
| #                    | Cyklist               | Placering            |
| 11                   | Louis Barré (FRA)     | 80.                  |
| 12                   | Ewen Costiou (FRA)    | 9.                   |
| 13                   | David Dekker (NED)    | 104.                 |
| 14                   | Élie Gesbert (FRA)    | 33.                  |
| 15                   | Donavan Grondin (FRA) | 84.                  |
| 16                   | Mathis Le Berre (FRA) | 30.                  |
| 17                   | Matis Louvel (FRA)    | 71.                  |

| Astana Qazaqstan Team AST | Astana Qazaqstan Team AST | Astana Qazaqstan Team AST |
| ------------------------- | ------------------------- | ------------------------- |
| #                         | Cyklist                   | Placering                 |
| 21                        | Davide Ballerini (ITA)    | 90.                       |
| 22                        | Yevgeniy Fedorov (KAZ)    | 111.                      |
| 23                        | Lorenzo Fortunato (ITA)   | 8.                        |
| 24                        | Max Kanter (GER)          | 50.                       |
| 25                        | Alexej Lutsenko (KAZ)     | 48.                       |
| 26                        | Rüdiger Selig (GER)       | 106.                      |
| 27                        | Gleb Siritsa              | 109.                      |

| Bahrain Victorious TBV | Bahrain Victorious TBV    | Bahrain Victorious TBV |
| ---------------------- | ------------------------- | ---------------------- |
| #                      | Cyklist                   | Placering              |
| 31                     | Alberto Bruttomesso (ITA) |                        |
| 32                     | Matevž Govekar (SLO)      |                        |
| 33                     | Finlay Pickering (GBR)    |                        |
| 34                     | Dušan Rajović (SRB)       |                        |
| 35                     | Robert Stannard (AUS)     |                        |
| 36                     | Torstein Træen (NOR)      |                        |
| 37                     | Łukasz Wiśniowski (POL)   |                        |

| Cofidis COF | Cofidis COF                   | Cofidis COF |
| ----------- | ----------------------------- | ----------- |
| #           | Cyklist                       | Placering   |
| 41          | Piet Allegaert (BEL)          |             |
| 42          | Thomas Champion (FRA)         |             |
| 43          | Milan Fretin (BEL)            |             |
| 44          | Gorka Izagirre (ESP)          |             |
| 45          | Oliver Knight (GBR)           |             |
| 46          | Rubén Fernández Andújar (ESP) |             |
| 47          | Ludovic Robeet (BEL)          |             |

| Decathlon-AG2R La Mondiale DAT | Decathlon-AG2R La Mondiale DAT | Decathlon-AG2R La Mondiale DAT |
| ------------------------------ | ------------------------------ | ------------------------------ |
| #                              | Cyklist                        | Placering                      |
| 51                             | Alex Baudin (FRA)              |                                |
| 52                             | Geoffrey Bouchard (FRA)        |                                |
| 53                             | Dries De Bondt (BEL)           |                                |
| 54                             | Stan Dewulf (BEL)              |                                |
| 55                             | Pierre Gautherat (FRA)         |                                |
| 56                             | Victor Lafay (FRA)             |                                |
| 57                             | Gianluca Pollefliet (BEL)      |                                |

| EF Education-EasyPost EFE | EF Education-EasyPost EFE   | EF Education-EasyPost EFE |
| ------------------------- | --------------------------- | ------------------------- |
| #                         | Cyklist                     | Placering                 |
| 61                        | Markel Beloki (ESP)         |                           |
| 62                        | Stefan Bissegger (SUI)      |                           |
| 63                        | Esteban Chaves (COL)        |                           |
| 64                        | Mikkel Frølich Honoré (DEN) | DNF-3                     |
| 65                        | Jack Rootkin-Gray (GBR)     |                           |
| 66                        | Jonas Rutsch (GER)          |                           |
| 67                        | Marijn van den Berg (NED)   |                           |

| Ineos Grenadiers IGD | Ineos Grenadiers IGD   | Ineos Grenadiers IGD |
| -------------------- | ---------------------- | -------------------- |
| #                    | Cyklist                | Placering            |
| 72                   | Tobias Foss (NOR)      |                      |
| 73                   | Omar Fraile (ESP)      |                      |
| 74                   | Michael Leonard (CAN)  |                      |
| 75                   | Jhonatan Narváez (ECU) | DNF-3                |
| 76                   | Óscar Rodríguez (ESP)  |                      |
| 77                   | Artem Shmidt (USA)     |                      |

| Intermarché-Wanty IWA | Intermarché-Wanty IWA    | Intermarché-Wanty IWA |
| --------------------- | ------------------------ | --------------------- |
| #                     | Cyklist                  | Placering             |
| 81                    | Lilian Calmejane (FRA)   |                       |
| 82                    | Kevin Colleoni (ITA)     |                       |
| 84                    | Rune Herregodts (BEL)    |                       |
| 85                    | Rein Taaramäe (EST)      |                       |
| 86                    | Taco van der Hoorn (NED) |                       |
| 87                    | Gijs Van Hoecke (BEL)    |                       |

| Lidl-Trek LTK | Lidl-Trek LTK                       | Lidl-Trek LTK |
| ------------- | ----------------------------------- | ------------- |
| #             | Cyklist                             | Placering     |
| 91            | Amanuel Gebrezgabihier (ERI)        |               |
| 92            | Daan Hoole (NED)                    |               |
| 93            | Alex Kirsch (LUX)                   |               |
| 94            | Quinn Simmons (USA)                 |               |
| 95            | Jasper Stuyven (BEL)                | DNS-3         |
| 96            | Natnael Tesfatsion (ERI) (landsväg) |               |
| 97            | Otto Vergaerde (BEL)                |               |

| Movistar Team MOV | Movistar Team MOV         | Movistar Team MOV |
| ----------------- | ------------------------- | ----------------- |
| #                 | Cyklist                   | Placering         |
| 101               | Gonzalo Serrano (ESP)     |                   |
| 102               | Rémi Cavagna (FRA)        |                   |
| 103               | Davide Cimolai (ITA)      |                   |
| 104               | Iván García Cortina (ESP) |                   |
| 106               | Sergio Samitier (ESP)     |                   |
| 107               | Iván Sosa (COL)           |                   |

| Red Bull-Bora-Hansgrohe RBH | Red Bull-Bora-Hansgrohe RBH      | Red Bull-Bora-Hansgrohe RBH |
| --------------------------- | -------------------------------- | --------------------------- |
| #                           | Cyklist                          | Placering                   |
| 111                         | Emanuel Buchmann (GER)           | DNS-3                       |
| 112                         | Giovanni Aleotti (ITA)           |                             |
| 113                         | Alexander Hajek (AUT) (landsväg) |                             |
| 114                         | Emil Herzog (GER)                |                             |
| 115                         | Luis-Joe Lührs (GER)             |                             |
| 116                         | Filip Maciejuk (POL)             |                             |
| 117                         | Maximilian Schachmann (GER)      |                             |

| Soudal Quick-Step SOQ | Soudal Quick-Step SOQ   | Soudal Quick-Step SOQ |
| --------------------- | ----------------------- | --------------------- |
| #                     | Cyklist                 | Placering             |
| 121                   | Josef Černý (CZE)       |                       |
| 122                   | Jan Hirt (CZE)          |                       |
| 123                   | James Knox (GBR)        |                       |
| 124                   | Luke Lamperti (USA)     |                       |
| 125                   | Pepijn Reinderink (NED) | 99.                   |
| 126                   | Martin Svrček (SVK)     |                       |
| 127                   | Warre Vangheluwe (BEL)  |                       |

| Team dsm-firmenich PostNL DFP | Team dsm-firmenich PostNL DFP | Team dsm-firmenich PostNL DFP |
| ----------------------------- | ----------------------------- | ----------------------------- |
| #                             | Cyklist                       | Placering                     |
| 131                           | Patrick Eddy (AUS)            |                               |
| 132                           | Fabio Jakobsen (NED)          | DNS-3                         |
| 133                           | Niklas Märkl (GER)            |                               |
| 134                           | Oscar Onley (GBR)             |                               |
| 135                           | Max Poole (GBR)               |                               |
| 136                           | Timo Roosen (NED)             |                               |
| 137                           | Casper van Uden (NED)         |                               |

| Team Jayco AlUla JAY | Team Jayco AlUla JAY        | Team Jayco AlUla JAY |
| -------------------- | --------------------------- | -------------------- |
| #                    | Cyklist                     | Placering            |
| 141                  | Luke Plapp (AUS) (landsväg) | DNF-3                |
| 142                  | Hagos Welay Berhe (ETH)     |                      |
| 143                  | Amund Grøndahl Jansen (NOR) |                      |
| 144                  | Jan Maas (NED)              |                      |
| 145                  | Lucas Hamilton (AUS)        |                      |
| 146                  | Blake Quick (AUS)           | DNF-4                |
| 147                  | Callum Scotson (AUS)        | DNF-1                |

| UAE Team Emirates UAD | UAE Team Emirates UAD       | UAE Team Emirates UAD |
| --------------------- | --------------------------- | --------------------- |
| #                     | Cyklist                     | Placering             |
| 151                   | Igor Arrieta (ESP)          |                       |
| 152                   | Felix Großschartner (AUT)   |                       |
| 153                   | Vegard Stake Laengen (NOR)  | DNF-3                 |
| 154                   | Juan Sebastián Molano (COL) |                       |
| 155                   | Pavel Sivakov (FRA)         |                       |
| 156                   | Michael Vink (NZL)          |                       |
| 157                   | Tim Wellens (BEL)           |                       |

| Israel-Premier Tech IPT | Israel-Premier Tech IPT | Israel-Premier Tech IPT |
| ----------------------- | ----------------------- | ----------------------- |
| #                       | Cyklist                 | Placering               |
| 161                     | Chris Froome (GBR)      |                         |
| 162                     | Joseph Blackmore (GBR)  |                         |
| 163                     | Riley Pickrell (CAN)    |                         |
| 164                     | Nadav Raisberg (ISR)    |                         |
| 165                     | Jake Stewart (GBR)      |                         |
| 166                     | Guy Sagiv (ISR)         |                         |
| 167                     | Ethan Vernon (GBR)      | 55.                     |

| Lotto Dstny LTD | Lotto Dstny LTD           | Lotto Dstny LTD |
| --------------- | ------------------------- | --------------- |
| #               | Cyklist                   | Placering       |
| 171             | Arjen Livyns (BEL)        |                 |
| 172             | Sylvain Moniquet (BEL)    |                 |
| 173             | Mathijs Paasschens (NED)  |                 |
| 174             | Eduardo Sepúlveda (ARG)   |                 |
| 175             | Liam Slock (BEL)          |                 |
| 176             | Lionel Taminiaux (BEL)    |                 |
| 177             | Lennert Van Eetvelt (BEL) | 1.              |

| Kina CHN | Kina CHN       | Kina CHN  |
| -------- | -------------- | --------- |
| #        | Cyklist        | Placering |
| 181      | Lyu Xianjing   |           |
| 182      | Ma Binyan      | DNF-3     |
| 183      | Yu Tao Shen    |           |
| 184      | Li Zhen        | DNF-4     |
| 185      | Sun Changsheng |           |
| 186      | Teng Geng      |           |
| 187      | Yu Jiaqing     |           |

Förklaringar
DNF = Fullföljde inte, OTL = Utanför tidsgränsen, DNS = Startade inte, DSQ = Diskvalificerad